# 奥山由之
奥山 由之（おくやま よしゆき、1991年1月23日 - ）は、日本の写真家、映画監督。
慶應義塾大学法学部政治学科卒業。所属ギャラリーはタカ・イシイギャラリー、所属事務所はband。
妻はフードエッセイストの平野紗季子。弟は映画監督の奥山大史。

## 受賞歴
映画
- 2007年 - 第2回全国高校生映画コンクール グランプリ
- 2025年
  - 第15回北京国際映画祭「FORWARD FUTURE」部門 最優秀脚本賞/最優秀芸術貢献賞（映画『アット・ザ・ベンチ』）[5]
  - 第27回台北映画祭 外国映画部門 観客賞（映画『アット・ザ・ベンチ』）

MV
- 2017年 - 第21回文化庁メディア芸術祭 審査員会推薦作品（never young beach MV「お別れの歌」）
- 2021年 - SPACE SHOWER MUSIC AWARDS 2021「VIDEO OF THE YEAR」（米津玄師 MV「感電」）

写真
- 2011年 - 第34回写真新世紀 優秀賞（写真集『Girl』）
- 2016年 - 第47回講談社出版文化賞 写真賞（写真集『BACON ICE CREAM』ほか）

## 監督作品

### 映画
- 『アット・ザ・ベンチ』（2024年） - 監督・脚本・編集・企画・製作[注 1][6]
- 『秒速5センチメートル』（2025年10月10日公開） - 監督[7]

### CM
- LuLuLun Plus『THE POWER MASK』（グライド・エンタープライズ、2016年） - 監督
- GU『ROMANTIC TOUCH COLLECTION』（ジーユー、2017年） - 監督[8]
- コカ・コーラ × FACETASM（The Coca-Cola Company、2019年） - 監督・撮影・編集
- ALLIE『ニュアンスチェンジUV』（カネボウ、2020年） - 監督
- ポカリスエット
  - 『渇きを力に変えてゆく。』（大塚製薬、2020年） - 監督
  - 『でも心が揺れた。』（大塚製薬、2021年） - 監督
  - 『でも君が見えた。(完全版)』（大塚製薬、2021年） - 監督

### MV
- HOWL BE QUIET「GOOD BYE」（2013年） - 監督・編集
- 伊坂幸太郎×阿部和重「キャプテンサンダーボルト」（2014年） - 監督・編集 ※伊坂幸太郎、阿部和重による合作小説「キャプテンサンダーボルト」のPV。
- haruka nakamura「arne」（2014年） - 監督・編集
- The SALOVERS「シンセサイザー」（2015年） - 監督・編集
- Superfly「On Your Side」（2015年） - 監督
- サカナクション「スローモーション」（2015年） - 監督・編集
- never young beach
  - 「お別れの歌」（2016年） - 監督・撮影・編集[9]
  - 「SURELY」（2017年） - 監督・編集[10]
  - 「うつらない」（2018年） - 監督・編集[11]
  - 「STORY」（2019年） - 監督・編集[12]
- 小沢健二「彗星」（2019年） - 監督
- カネコアヤノ
  - 「ロマンス宣言」（2019年） - 監督[13]
  - 「抱擁」（2021年） - 監督[14]
- 米津玄師
  - 「感電」（2020年） - 監督[15]
  - 「KICK BACK」（2022年） - 監督[16]
- 星野源「創造」（2021年） - 監督[17]

### FASHION FILM
- HERMES『TWILLON』（エルメス、2018年） - 監督
- Mame Kurogouchi
  - 2021 Spring Summer（黒河内デザイン事務所、2020年） - 監督
  - 2021 Fall Winter（黒河内デザイン事務所、2021年） - 監督[18]
  - 2022 Spring Summer（黒河内デザイン事務所、2021年） - 監督

## 出版物

### 写真集
- 『Girl』（PLANCTON、2012年）[19]
- 『A REAL UN REAL AGE』（パルコ出版、2012年）
- 『march』（私家版、2015年）
- 『THE NEW STORY』（私家版、2015年）
- 『BACON ICE CREAM』（パルコ出版、2015年）
- 『WOLF'S』（WOLF'S HEAD、2016年）
- 『君の住む街』（SPACE SHOWER BOOKS、2017年）
- 『As the Call, So the Echo』（赤々舎、2017年）[20]
- 『POCARI SWEAT』（青幻舎、2018年）[21]
- 『Los Angeles / San Francisco』（Union Publishing、2018年）[22]
- 『Girl』（BOOTLEG、2019年）[23]
- 『The Good Side』（Editions Bessard、2020年）
- 『flowers』（赤々舎、2021年）[24]
- 台湾版『BACON ICE CREAM』（原點出版、2021年）[25]
- 『佐久間由衣写真集 SONNET 奥山由之撮影』（マガジンハウス、2021年）
- 『Ton! Tan! Pan! Don!』（bookshop M、2021年）
- 『BEST BEFORE』（青幻舎、2022年）[26] ※クライアントワーク集
- 広瀬すず 10周年記念写真集『レジャー・トレジャー』（講談社、2022年）[27]
- 『カネコアヤノ 日本武道館ワンマンショー2021』（1994 Co.,Ltd、2022年）※Blu-rayとセットで発売[28]
- 『windows』（赤々舎、2023年）[29]
- 『OPTICAL TACTILITY』『Reading』『XX**』『vague』（Print House Session、2023年）[30]
- 『君の住む街 復刻版』（青幻舎、2024年）[31]
- Tokyo Disney Resort Photography Project Imagining the Magic『Reflections of Dreams』（講談社、2024年）[32]
- 『TOKYO SEQUENCE』（SUPER LABO、2025年）[33]

## 展覧会

### 個展
- 「Girl」（2012年11月、Raum1F）
- 「NEW FASHION PHOTOGRAPHY」（2015年12月、VACANT）
- 「BACON ICE CREAM」（2016年1月、パルコミュージアム）[34]
- 「THE NEW STORY」（2016年3月、POST）[35]
- 「Your Choice Knows Your Right」（2016年11月−2017年5月、REDOKURO）
- 「君の住む街」（2017年4月−5月、表参道ヒルズ スペースオー）[36]
- 「As the Call, So the Echo」（2017年11月−12月、Gallery916）[37]
- 「白い光」（2019年3月−4月、キヤノンギャラリーS）[38]
- 「windows」（2023年6月−7月、タカ・イシイギャラリー amanaTIGP）[39]
- 「flowers」（2023年10月−11月、PURPLE）[40]
- 東京ディズニーリゾート 40周年記念写真展「イマジニング・ザ・マジック」（2023年12月、FUJIFILM SQUARE）[41]

### グループ展
- 「写真新世紀展 2011」（2011年11月−2012年5月、東京都写真美術館 / ARTCOURT Gallery / せんだいメディアテーク）
- 「A REAL UN REAL AGE」（2012年12月、パルコミュージアム）※ファッションブランドANREALAGEとの合同展
- 「Fashion Photography in a New Light」（2015年2月−3月、IMA WALL）※チャーリー・エングマン、ロビ・ロドリゲスとの合同展
- 「Unnecessary Exhibition In Life」（2019年4月−9月、ソウル美術館）
- 「THE WORLD INSPIRED BY CITROEN」（2019年6月、フランス国立建築遺産博物館）
- 「flowers」（2020年1月−2月、PARCO MUSEUM TOKYO） ※クリエイティブスタジオ edenworksとの合同展[42]
- 「写真新世紀30年の軌跡展」（2022年10月−11月、東京都写真美術館 / 2023年8月、せんだいメディアテーク）

## 写真撮影

### 広告
- ポカリスエット（八木莉可子、中島セナ）
- docomo（Perfume）
- JR SKISKI（浜辺美波、岡田健史）
- ロッテ（羽生結弦）
- NHK（大河ドラマ「麒麟がくる」メインビジュアル）
- FUJIFILM（広瀬すず）
- adidas（福士加代子）
- New Balance（チェン・ボーリン）
- 三井不動産レジデンシャル（神木隆之介、高畑充希、大森南朋）
- 日本経済新聞社（あいみょん）
- Zoff（二階堂ふみ、ハマ・オカモト）
- DODA（綾野剛）
- LUMINE
- PARCO
- LOFT

### CD・DVDジャケット
- くるり
  - 10thアルバム『坩堝の電圧』 - ジャケット・歌詞カード・特典写真集（120P）撮影
  - 配信限定シングル『Remember me』
  - 30thシングル『琥珀色の街、上海蟹の朝』
  - 33rdシングル『その線は水平線』
  - 7inch アナログ盤シングル『春を待つ／その線は水平線』
- never young beach
  - 7inch アナログ盤シングル『SURELY / 気持ちいい風が吹いたんです』 - アートディレクション・撮影
  - 3rdアルバム『A GOOD TIME』 - アートディレクション・撮影
  - 10inch アナログ盤シングル『うつらない / 歩いてみたら』 - アートディレクション・撮影
  - 配信シングル『春らんまん』『いつも雨』『STORY』 - アートディレクション
  - 4thアルバム『STORY』 - アートディレクション・撮影
- 福山雅治
  - 32ndシングル『聖域 (曲)』
  - 12thアルバム『AKIRA』
  - 配信シングル『心音』
- クリープハイプ
  - 2ndアルバム『吹き零れる程のI、哀、愛』
  - ライブDVD『クリープハイプの窓、ツアーファイナル、中野サンプラザ』 -ジャケット・特典写真集
- The SALOVERS
  - 1stシングル『床には君のカーディガン』
  - 2ndアルバム『青春の象徴 恋のすべて』

- andymori 5thアルバム『宇宙の果てはこの目の前に』
- 小山田壮平 ソロ1stアルバム『THE TRAVELING LIFE』
- きのこ帝国 2ndアルバム『愛のゆくえ』
- スガシカオ 30thシングル『アストライド/LIFE』
- 菅田将暉 1stアルバム『PLAY』[43]
- 田馥甄 3rdシングル『Stay』
- 宮本浩次 ソロ1stアルバム『宮本、独歩。』
- Mr.Children 38thシングル『Birthday / 君と重ねたモノローグ』- アートディレクション・撮影

### アーティスト写真
- 米津玄師[44]
- Mr.Children
- RADWIMPS
- 福山雅治
- 菅田将暉

### 雑誌
- 「GINZA」※2016年1月号 奥山由之特集号[45]
- 「SWITCH」※2019年3月号 奥山由之特集号[46]
- 「花椿」
- 「VOGUE」（アメリカ）
- 「Lula」(イギリス)
- 「IDEAT」（フランス）
- 「Modern Weekly」（中国）
- 「MAPS」（韓国）
- 「THE BIG ISSUE」（台湾）
- 「週刊編集」（台湾）
- 「美術手帖」
- 「Libertin DUNE」
- 「Union」
- 「COMMERCIAL PHOTO」※2015年1月号 / 2021年5月号 奥山由之特集

### カレンダー
- 松坂桃李
  - 2015年カレンダー
  - 2020年カレンダー
- 気仙沼漁師カレンダー2019[47]

## 出演

### テレビ
- 「SWITCHインタビュー 達人達」（NHK、2016年）※松坂桃李と対談[48]
- 「NEWS ZERO」（日本テレビ、2017年）※番組内コーナー「ZERO カルチャー」にて特集
- 「SENSORS」（BS日テレ、2018年）※落合陽一、Rhizomatiks代表・斎藤精一と鼎談
- 「news every.」（日本テレビ、2022年）※番組内カルチャーコーナーにて特集[49]
- 「news zero」（日本テレビ、2022年）※番組内コーナー「zero カルチャー」にて特集
- 「ズームイン!!サタデー」（日本テレビ、2022年）※番組内コーナー「ズムサタの１番さま。」にて特集

### ラジオ
- 「サカナLOCKS!」（TOKYO FM、2015年7月） ※サカナクション 山口一郎と対談[50]
- 「ZOO ZOO ZOO」（J-WAVE、2016年10月 - 2017年8月）never young beach 安部勇磨と共にナビゲーター
- 「PEOPLE」（JFN、2017年4月）※朝井リョウと対談
- 「GROWING REED」（J-WAVE、2017年12月） ※岡田准一と対談
- 「UR LIFESTYLE COLLEGE」（J-WAVE、2019年7月 / 2025年1月） ※吉岡里帆と対談
- 「広瀬すずの「よはくじかん」」（TOKYO FM、2023年11月 / 2024年11月） ※広瀬すず・仲野太賀・生方美久と座談

### 雑誌
- 「BRUTUS」（2018年2月）篠山紀信による連載「人間関係」にくるり 岸田繁と共に出演

## インタビュー・対談

### 新聞
- 「SANKEI EXPRESS」（2010年11月23日）
- 「産経新聞」（2011年7月21日）
- 「日本経済新聞」（2022年4月9日）
- 「読売新聞」（2022年4月13日）
- 「毎日新聞」（2023年11月6日）

### 雑誌
- 「Modern Weekly」（2012年12月、中国） ※「アジアの若き精鋭100人」に選出
- 「BRUTUS」（2015年2月）  ※ホンマタカシと対談
- 「SPUR」（2017年7月） ※石内都と対談
- 「Forbes JAPAN」（2018年9月） ※「フォーブス30アンダー30"世界を変える30歳未満30人の日本人"」に選出[51]
- 「SWITCH」（2019年2月） ※森山大道と対談[52]
- 「AERA」（2019年6月） ※ノンフィクション連載「現代の肖像」
- 「BRUTUS」（2019年7月） ※スティーブン・ショアと対談
- 「SWITCH」（2020年11月） ※福山雅治と対談
- 「magazine ii」（2021年4月） ※RADWIMPS 野田洋次郎と対談[53]
- 「GINZA」（2021年11月） ※佐久間由衣と対談
- 「GINZA」（2022年1月） ※朝吹真理子と対談
- 「GINZA」（2022年3月）※特集記事「もうひとつの奥山由之」掲載
- 「GINZA」（2023年8月） ※堀江敏幸と対談
- 「小説トリッパー」（2023年9月） ※朝井リョウと対談
- 「ELLE」（2024年12月） ※生方美久と対談

### WEB
- 映画ナタリー（映画『アット・ザ・ベンチ』について）
- GINZA（映画『アット・ザ・ベンチ』について）
- Esquire（映画『アット・ザ・ベンチ』について）
- 活弁シネマ倶楽部（映画『アット・ザ・ベンチ』について）
- Numéro 生方美久との対談（映画『アット・ザ・ベンチ』について）
- 窓研究所（写真集・写真展『windows』について）
- 好書好日（写真集・写真展『windows』について）
- ほぼ日刊イトイ新聞（写真集・写真展『windows』について）
- ほぼ日刊イトイ新聞（写真集『BEST BEFORE』について）
- Forbes JAPAN（世界を変える「30歳未満の30人」）
- Numéro（写真集『BEST BEFORE』について）
- IMA ONLINE 伊藤貴弘との対談（写真集『BEST BEFORE』について）
- IMA ONLINE 光田由里との対談（写真展「As the Call, So the Echo」について）
- IMA ONLINE（写真集『The Good Side』について）
- TOKION（写真集『flowers』について）
- Vook（前編｜映像作品について）
- Vook（後編｜映像作品について）
- PHaT PHOTO（写真展「As the Call, So the Echo」について）
- HUFFPOST（写真集『POCARI SWEAT』について）
- IMA ONLINE（写真展「君の住む街」について）
- SWITCH ONLINE（雑誌「SWITCH」2019年3月号 奥山由之特集について）
- 文春オンライン（写真展「flowers」について）
- Inspire Impossible Stories 堀米雄斗と対談
- SKETCH BOOK 大迫傑と対談
- CINRA.NET 小山田壮平との対談
- houyhnhnm FACETASM 落合宏理との対談（『TOKYO SEQUENCE』について）